# Монолог короля Леопольда в защиту его владычества в Конго
Монолог короля Леопольда в защиту его владычества в Конго (англ. King Leopold's soliloquy; a defense of his Congo rule) — сатирический памфлет американского писателя и журналиста Марка Твена, опубликованный в Бостоне в 1905 году и обличающий преступления короля бельгийцев Леопольда II в принадлежавшем тому Независимом государстве Конго.

## Пропагандистская война

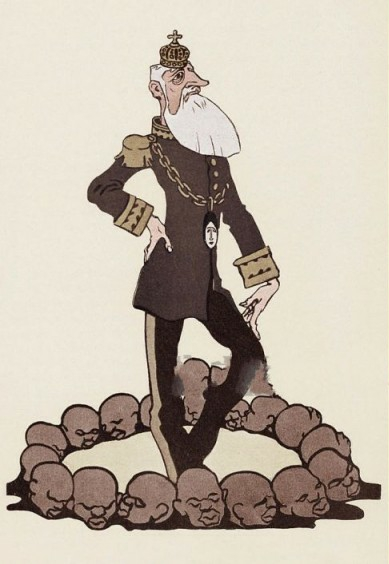
Леопольд II

Сообщения о чрезвычайно жестоких методах эксплуатации коренного населения в созданном в Центральной Африке в 1885 году при поддержке США Независимом государстве Конго начали поступать в начале 90-х годов, но долгое время игнорировались, поскольку огромные доходы от этой колонии позволяли королю Леопольду, сотрудничавшему с англо-американскими промышленными кругами, препятствовать разоблачениям в прессе.
Положение изменилось в 1902 году, когда деятельность Международной ассоциации Конго, разрабатывавшей природные ресурсы колонии, была подвергнута критике торговыми палатами Великобритании. Англичане обвиняли колониальный режим Леопольда в бесчеловечном обращении с туземцами и, что более важно, в нарушении постановлений Берлинской конференции о свободе торговли и монополизации руководством НГК и связанными с ним концессионерами добычи каучука и слоновой кости, основных экспортных статей страны, что наносило значительный ущерб британским торговцам. В мае 1903 Палата общин при поддержке министерства Бальфура постановила обратиться к державам — гарантам Генерального акта 1884 года, дабы совместными усилиями «добиться принятия мер, способных положить конец бедственному положению этого государства».
Ранее британские власти не решались выступить против Леопольда II, поскольку до окончания англо-бурской войны постановка вопроса о бесчеловечности бельгийского режима немедленно ударила бы по самой Великобритании, преступления которой в отношении гражданского населения Южной Африки были общеизвестны.
Проект созыва международной конференции по Конго не нашел поддержки у великих держав, но развернутая в прессе пропагандистская кампания против леопольдовского режима, к участию в которой удалось привлечь Анатоля Франса и Артура Конан-Дойла, произвела много шума. Созданная радикальным журналистом Эдмундом Дином Морелом и британским консулом в Конго Роджером Кейсментом Ассоциация реформ Конго развернула активную деятельность по обе стороны океана.

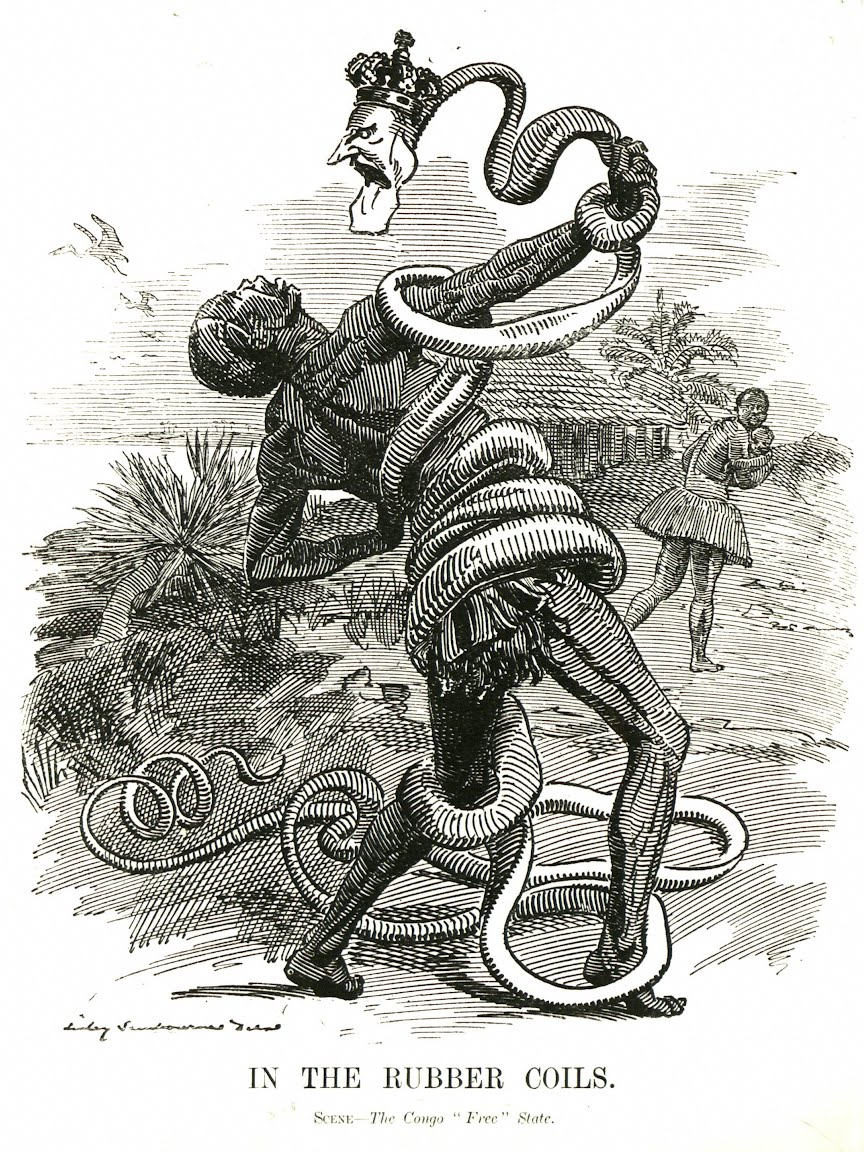
Карикатура Эдварда Линли Сэмбурна на Леопольда II в журнале Punche. 1906

Морел, открывший в октябре 1904 отделение Ассоциации в США, обратился к Марку Твену с предложением включиться в борьбу с несправедливостью и передал для ознакомления собранные им и Кейсментом материалы. Писатель, на которого разоблачения Ассоциации произвели сильное впечатление, сочинил жесткую сатиру, в которой применил свой излюбленный публицистический приём — повествование от первого лица, заставив короля Леопольда произносить длинный монолог, в котором циничные попытки оправдать совершаемые по его приказу бесчинства чередуются с нападками на критиков режима.

## Содержание памфлета

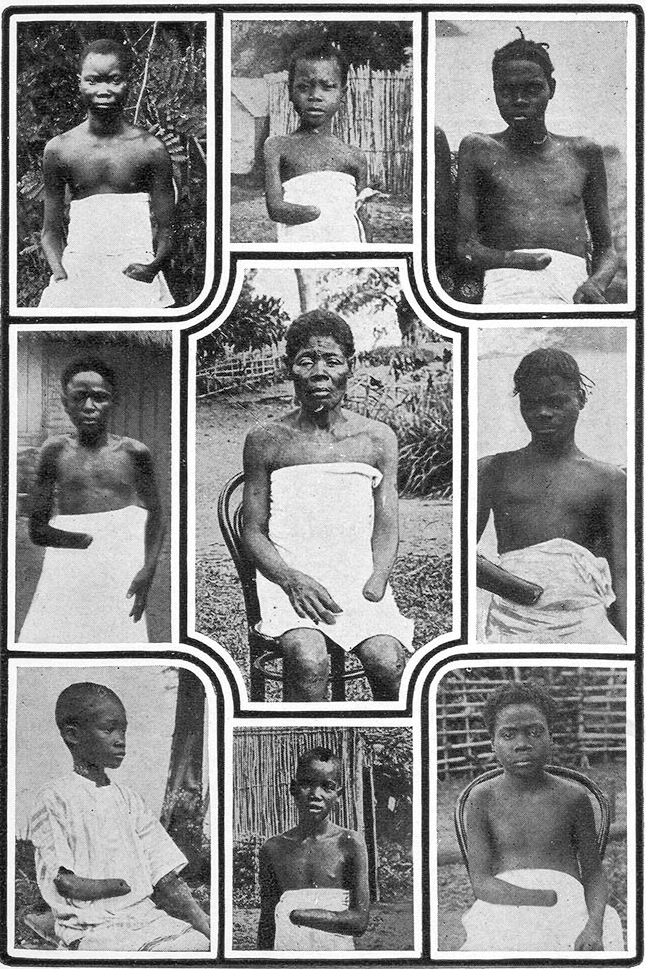
Конголезские дети, подвергнутые стандартному наказанию за плохую работу

Твен обильно цитирует Кейсмента и свидетельства американских миссионеров о беспощадной эксплуатации туземцев, которых заставляли работать за символическую плату:

«240 человек — мужчин,  женщин и  детей — обязаны еженедельно сдавать государству тонну высококачественных пищевых продуктов за  царскую плату 15 шиллингов 10 пенсов, иначе говоря — даром!»
Неправда, это щедрая плата. Почти пенс в неделю на каждого черномазого! Консул нарочно преуменьшает, а ведь знает же отлично, что я мог бы и вовсе не платить — ни за продукты, ни за труд. Могу привести тысячу фактов в доказательство.— Марк Твен. Монолог короля Леопольда, с. 324
Автор живописует различные преступления, в которых обвиняли колониальный режим: массовая практика взятия женщин в заложники, убийства бельгийскими солдатами детей ради забавы, отрубание рук за невыполнение нормы по сдаче каучука, организация голода, результатом которого стал каннибализм.

Каждый раз, когда капрал отправляется за каучуком, ему дают патроны, и все нестреляные он обязан вернуть, а за  каждый стреляный — доставить отрубленную правую руку (С. 323).
«Рассказ ребенка: "Мы все побежали в лес — я, мама, бабушка и сестра. Солдаты убили очень много наших… Вдруг они заметили в кустах мамину голову и подбежали к нам,  схватили маму, бабушку, сестру и одного чужого ребёнка, меньше нас. Все хотели жениться на моей маме и спорили между собой, а под конец решили убить её. Выстрелили ей в живот, она упала, и я так ужасно заплакал, когда это увидел, — у меня теперь не было ни мамы, ни бабушки, один я остался. Их убили у меня на глазах"» (С. 330)
Из рассказа девушки-туземки: "По пути  солдаты заметили ребёнка и направились к  нему с намерением убить; ребёнок засмеялся, тогда солдат размахнулся и ударил его прикладом, а потом отрубил ему голову. На другой день они убили мою сводную сестру, отрубили ей голову, и руки, и ноги, на которых были браслеты. Потом поймали другую мою сестру и продали её племени у-у. Теперь она стала рабыней. (С. 331)
«…мы вышли в степь, расстилавшуюся за лагерем. Там на траве лежали три трупа, зачищенные до костей, начиная от пояса.

— Кто это их так искромсал? — спросил я.

— Мои люди съели их, — ответил он без запинки. Потом добавил: — Только те, у  кого маленькие дети, не едят человеческого мяса, остальные не отказываются.

Слева от нас лежал труп рослого мужчины без головы, с огнестрельной раной на спине. (Все трупы были голые).

— Куда девалась его голова? — спросил я.

— О, из неё сделали миску, тереть табак и диамбу.

Продолжая осмотр, мы бродили до  вечера и насчитали сорок один труп. Остальные были употреблены на еду» (С. 327)<из беседы миссионера У. Г. Шеппарда с чернокожим наёмником МАК>.
— Марк Твен. Монолог короля Леопольда
Некоторое смущение у короля вызывают экзекуции, способные привести к оскорблению чувств верующих, мнением которых опасно пренебрегать:

«60 женщин распяты».
Вот уж это бестактно и глупо! Христианский мир содрогнётся, прочитав такое сообщение, начнет вопить: «Профанация святой эмблемы!» Да, тут уж наши христиане загудят! 20  лет меня обвиняли в том, что я совершал по 500 000 убийств в год, и они молчали, но профанация Символа — это для них вопрос серьёзный. Они сразу встрепенутся и начнут копаться в моём прошлом. Гудеть будут? Ещё как! Я, кажется, уже слышу нарастающий гул… Конечно, не следовало распинать этих женщин, разумеется, не следовало. Теперь мне самому это понятно, и я сожалею, что так случилось, искренне сожалею. Как будто нельзя было попросту содрать с них кожу? (Вздыхает.) Но никто из нас об этом не подумал, — разве всё предугадаешь? И кто из людей не ошибается?— Марк Твен. Монолог короля Леопольда, с. 332

Элис Сили Харрис. Конголезцы демонстрируют отрубленные руки. Баринга. Май 1904

Твен снабдил свое произведение наглядными свидетельствами бельгийских преступлений, бывшими красноречивее любых слов (в которые никто не обязан верить) и отмахнуться от которых было сложнее, чем от газетных обвинений, которые можно просто отрицать как лживые:

(Разглядывает фотографии изувеченных негров, потом швыряет их на пол. Со вздохом.) «Кодак» — это просто бич. Наш самый опасный враг, честное слово! В былые дни мы просто «разоблачали» в газетах рассказы об увечьях, отбрасывая их как клевету, выдумку, ложь назойливых американских миссионеров и разных иностранных коммерсантов, наивно  поверивших «политике открытых дверей в Конго», провозглашенной Берлинской хартией, и нашедших эти двери плотно закрытыми. С помощью газет мы приучили христианские народы всего мира относиться к этим рассказам с раздражением и недоверием и ругать самих рассказчиков. Да, в доброе старое время гармония и лад царили в мире. И меня считали благодетелем угнетенного, обездоленного народа. Как вдруг появляется неподкупный «кодак» и вся гармония летит к чертям! Единственный очевидец за всю мою долголетнюю практику, которого я не сумел подкупить! Каждый американский миссионер и каждый потерпевший неудачу коммерсант выписывает себе аппарат, и теперь эти снимки проникли повсюду, как мы ни стараемся перехватывать их и уничтожать. С 10 000 церковных кафедр, со страниц 10 000 газет идет сплошным потоком прославление  меня, в категорической форме опровергаются все сообщения о зверствах. И вдруг — нате, скромный маленький «кодак», который может уместиться даже в детском кармане, встает и бьет наотмашь так, что у всех разом отнимается язык…— Марк Твен. Монолог короля Леопольда, с. 336

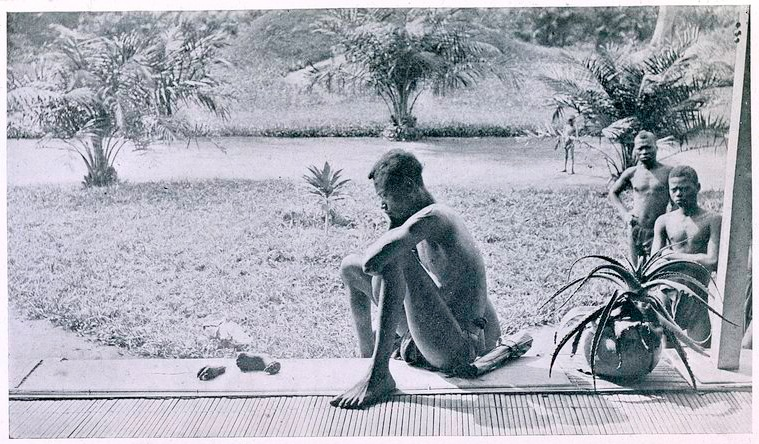
Элис Сили Харрис. Нсала из Валы в Конго смотрит на отрубленные руку и ногу своей пятилетней дочери. 1904

Приводимые Твеном цифры о сокращении населения леопольдовского Конго «с 25 миллионов до 15» («Король, у которого на  совести 10 миллионов убийств! — шипят они  и добавляют: — Рекордсмен!»), взяты из публицистики Морела и Кейнсмита и остаются всецело на их совести, хотя «по мнению ряда специалистов, численность жителей Конго 
сокращалась. В 80-е годы Стэнли оценивал население колонии в 28 млн., другой известный путешественник, К. Кокийя, — в 
12—16 млн. Официальная оценка 1921 г. воспроизводила лишь минимальную цифру, названную Кокийя, — 12 млн.»
Американский писатель сравнивает короля бельгийцев с презираемым им русским царем Николаем II («некое царственное  беспозвоночное; бедный молодой человек —  жалостливый, не от мира сего»), памфлет против которого в аналогичной манере был им написан через полгода после сатиры на Леопольда, которого щедро осыпает насмешками:

Жестокость русского царя ещё не созрела, но что касается моей, то она не только созрела, а уже и гниёт! (…) «Изверг!»… Нет, пусть эта кличка остаётся царю, у меня ведь уже есть своя. Меня давно называют чудовищем — это они очень любят,  — преступным чудовищем. А теперь ещё прибавили перцу: где-то выкопали доисторического динозавра длиной в 57 и высотой в 16 футов, выставили его в музее в Нью-Йорке и назвали Леопольд II. Однако меня это не трогает, от республики нечего ждать хороших манер. (С. 335)
Вспоминают, что в Индии раза два в тридцать лет Царь-Голод уносит до 2 миллионов из её 320 миллионов жителей, и весь мир содрогается от ужаса и проливает слезы; а потом смеют уверять, что миру не хватило бы слез, если бы я и Царь-Голод на 20 лет поменялись местами. Людская фантазия всё пуще распаляется, и вот уже кто-то вообразил такое: двадцатилетний срок кончился, и Царь-Голод является ко мне и  падает мне в ноги со словами: «Наставляй меня, о господин мой, теперь я уразумел,  что я лишь скромный твой ученик!» Или такая картинка: приходит Смерть со своей косой и  песочными часами, предлагает мне в жены свою дочь, хочет передать мне всё своё дело, чтобы я его реорганизовал и возглавил. Возглавил всемирную фирму! (…) Но наконец они всё-таки находят (так им по  крайней мере кажется) одно подходящее сравнение и нехотя признают, что было такое бедствие, как я, — правда, одно-единственное — всемирный потоп. Ишь куда загнули! (С. 328)— Марк Твен. Монолог короля Леопольда
Венцом всей этой сатиры является безумное предложение, приллюстрированное карикатурой на фронтисписе: возвести из черепов точную копию пирамиды Хеопса высотой в 541 фут, увенчав её набальзамированным телом короля «с "пиратским флагом" в одной руке и ножом мясника и наручниками — в другой». От подножия пирамиды должны были радиально расходиться 40 широких аллей, каждая в 35 миль длиной, по обочинам которых через каждые пол-ярда должны были стоять обезглавленные скелеты, соединённые друг с другом цепями, а на их железных наручниках должен был красоваться придуманный для Леопольда герб: мясницкий нож, положенный поперёк креста, с девизом: «Сим богатею». Эту эмблему Твен поместил на обложке. Неутомимые авторы проекта подсчитали, что при средней производительности в 500 000 трупов в год Леопольду понабилось бы еще десять лет работать, не снижая производственных мощностей, чтобы надстроить пирамиду на 175 футов, превратив её в высочайшее сооружение на Земле и достойный памятник человеку, придумавшему для своего государства девиз «Труд и прогресс».

## Завершение пропагандистской кампании

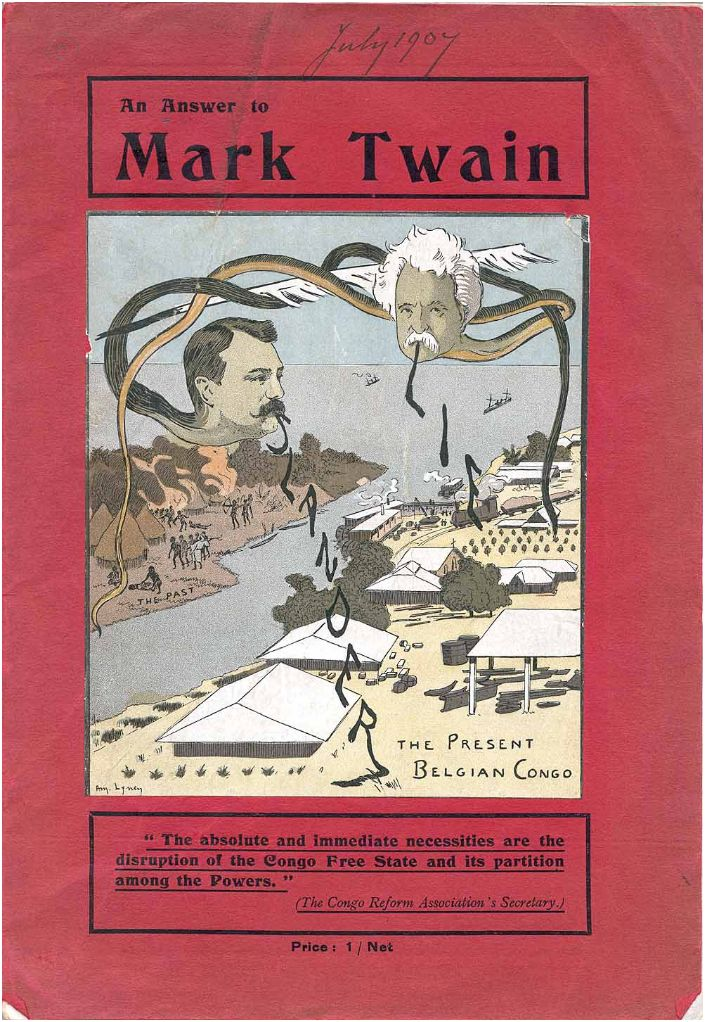
Анонимный «Ответ Марку Твену». Брюссель, 1907. На обложке истекают ядом лжи и клеветы Марк Твен и Эдмунд Морел

8 августа 1903 Форин офис направил странам, подписавшим Генеральный акт, циркулярную депешу с предложением созвать новую конференцию для обсуждения обвинений в адрес Леопольда. По сведениям архива британского МИДа представитель Ке-д'Орсе без смущения ответил, что «жалобы, направленные против Конго, могут относиться ко всем странам, имеющим колонии…». Берлин сообщил, что рассмотрит предложение, но ответа не обещал. Русский министр иностранных дел граф Ламздорф обратился за консультацией к специалисту по международному праву профессору Ф. Ф. Мартенсу и 3 декабря 1903 представил Николаю II доклад, согласно которому у России не было «никакого повода вмешиваться в сущность спора» и царь наложил резолюцию: «Вполне согласен». Официальный ответ Певческого моста гласил, что Россия, не имея своих представителей в Конго, не может высказываться по существу обвинений, выдвинутых Великобританией. Предложение британцев передать конголезский вопрос в международный суд Петербург также не поддержал.
Под давлением английского правительства, недовольных коммерсантов и международной общественности Леопольд II был вынужден создать в 1904 году Следственную комиссию, состоявшую из бельгийского прокурора Э. Янссене, итальянца Дж. Ниско, служившего судьей в НГК, и швейцарского юриста 
Э. Шумахера, государственного советника кантона Люцерн. Расчёт короля на то, что комиссия представит положение в колонии в розовом свете, в целом не оправдался, так как в своём отчёте в конце 1905 года она, признавая филантропические и прогрессорские цели колониальной политики короля, подвергла критике законодательство НГК и политику «красного каучука», а также подтвердила сведения о вымирании коренного населения.

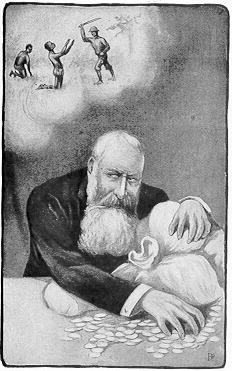
Карикатура на Леопольда II

Публикация отчёта привела к тому, что политику Леопольда начали активно критиковать в самой Бельгии. До этого против леопольдовского режима в Конго в парламенте выступали только социалисты, но после масштабных разоблачений к ним стали присоединяться депутаты от Католической партии и в результате по итогам работы парламентской комиссии 18 октября 1908 был принят закон «о бельгийском управлении в Конго», ликвидировавший Независимое государство Леопольда. При этом законодательство НГК в части, не противоречившей Колониальной хартии, сохранялось, и о каких-либо переменах в управлении страной после смены административной вывески судить сложно.
Сам Леопольд в декабре 1906 заявил, что не станет препятствовать переходу Конго под власть Бельгии, но, заметая следы своих преступлений, ещё в июне того года приказал приступить к уничтожению архивов НГК, и эта работа, предположительно, была завершена в 1908 году.
«Монолог» был завершён в начале 1905 года, но опубликовать свой памфлет в прессе Твену не удалось. Harper’s Magazine отказался его печатать из-за большого объёма, а публикации в других газетах или журналах препятствовали условия контракта, которым был связан писатель. В итоге брошюра была напечатана в Бостоне издательством The P. R. Warren Co, благодаря Ассоциации реформ в Конго, которая затем выпустила и английское издание с предисловием Морела. Книжка стоила 25 центов и по желанию автора весь доход от продажи, за исключением типографских расходов, направлялся в фонд помощи жителям государства Конго. Британская печать почти единодушно одобрила памфлет, в журналах Athenaeum, Punch и The Bookman вышли хвалебные рецензии. В Соединённых Штатах «Монолог» также вызвал значительный резонанс и активно обсуждался обществом. В декабре 1905 бельгийский правительственный агент Генри Ковальски докладывал королю: «Марк Твен (это псевдоним, а настоящее его имя Сэмюэл Клеменс), безусловно, состоит на службе у англичан. Борьба здесь приняла небывалые формы. Рассылаются и подписываются чудовищные воззвания; оппозиция действует чрезвычайно активно, и разрешите мне заверить вас, что очень рискованно пренебрегать моими словами». При этом американская пресса воздерживалась от публикации рецензий на памфлет Твена, редко о нём упоминала и, по словам Ф. Фонера, причины этого вскоре стали известны. Капитаны американской индустрии Дж. П. Морган, Дж. Рокфеллер, Т. Ф. Райан и Д. Гугенхайм достигли соглашения с Леопольдом об участии в эксплуатации Конго, после чего заявили, что их финансовую группу интересует только деловая сторона вопроса и «совершенно не касается то, как король Леопольд управлял государством в прошлом или какую административную политику сочтёт полезной в будущем». Газета New York American выяснила, что американские финансовые магнаты и бельгийская агентура потратили огромные средства, чтобы помешать распространению публикаций Общества реформ Конго, заплатили профессорам и представителям духовенства, в том числе кардиналу Гиббонсу (который в этом сознался), дабы те оправдывали леопольдовский режим. Широкое распространение получила анонимная брошюра «Ответ Марку Твену», в которой писателя обвиняли в «злобной клевете на государство Конго» и в том, что он своим именем прикрывает «грязное дело».
Первоначально Марк Твен предполагал ограничить своё сотрудничество с Ассоциацией написанием памфлета, но шумный резонанс побудил его к продолжению работы. Став вице-президентом этой организации, писатель в течение нескольких месяцев использовал свое влияние, чтобы добиться создания совместной англо-американской правительственной комиссии для расследования бельгийских преступлений. Успеха он не добился и на предложение Ассоциации провести лекционный тур по США в поддержку проекта о комиссии ответил отказом. В письме Томасу Бурбуру от 8 января 1906 Твен сообщил, что «покончил с Конго» и сожалел, что не имеет «того чудесного запаса энергии, ума, терпения, сосредоточенности и упорства, каким обладает Морел; он "авто", а я "тачка"». В 1906 году Твен покинул ряды Ассоциации, в июне того же года ответив на новую просьбу о содействии: «Я сказал всё что мог. Я душой и сердцем с любым движением, которое спасёт Конго и повесит Леопольда, но написать мне больше нечего». Напоследок он предложил эпитафию для короля бельгийцев: «Здесь, под этим позолоченным памятником, лежит разложившийся труп того, чьё имя будет смердеть много веков спустя, после того как Цезари, Вашингтоны и Наполеоны перестанут вызывать и похвалу и брань, и будут забыты; труп короля Леопольда».

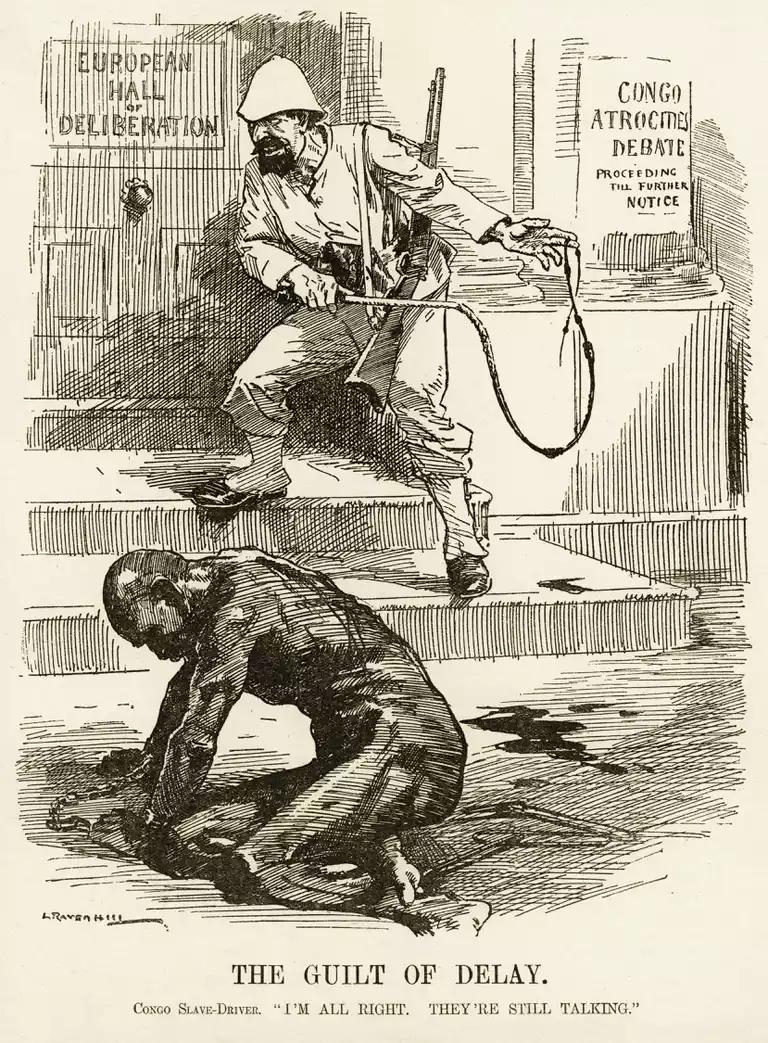
Виноват в опоздании

Сама Ассоциация объявила о своём роспуске в июле 1911. Британский МИД ежегодно публиковал Синюю книгу о положении в Конго, выпустив последнюю в 1913-м и признав, что положение в колонии поменялось, «бывшие руководители карательных экспедиций превратились в смирных ягнят, а европейцы, уличенные в преступлениях, попали на скамью подсудимых».
Кампания в англо-американской прессе постепенно сошла на нет. Английская дипломатия сделала бельгийцам ряд представлений, часть из которых была поддержана Государственным департаментом США, но тем временем территориальный спор из-за Южного Судана, осложнявший отношения между двумя странами, был улажен, а в декабре 1909 завершилось строительство железной дороги, необходимой для доставки медной руды из Катанги в Родезию и колониальные чиновники, встретившись на границе, торжественно отпраздновали это событие. Снятию британских претензий также способствовала близость мировой войны и неясность позиции Бельгии, колебавшейся между Германией и странами Антанты.